# (2588) Flavia
(2588) Flavia est un astéroïde de la ceinture principale.

## Description
(2588) Flavia est un astéroïde de la ceinture principale. Il fut découvert le 2 novembre 1981 à la station Anderson Mesa par Brian A. Skiff. Il présente une orbite caractérisée par un demi-grand axe de 2,46 UA, une excentricité de 0,21 et une inclinaison de 2,3° par rapport à l'écliptique.

## Compléments